# Thomas Merton
Thomas Merton (Prada, Conflent, 31 de gener del 1915 - Bangkok, Tailàndia, 10 de desembre del 1968) va ser un escriptor místic catòlic estatunidenc. Fou monjo trapenc a l'Abadia de Getsemaní, Kentucky, poeta, activista social i estudiós de les religions comparades. El 1949 va ser ordenat sacerdot i se li va donar el nom de Pare Lluís.
Merton va escriure més de 70 llibres, majoritàriament sobre espiritualitat, justícia social i pacifisme cristià, així com desenes d'assaigs i ressenyes. Entre les obres més perdurables de Merton hi ha la seva autobiografia, el best-seller The Seven Storey Mountain (La muntanya dels set cercles, 1948), que va enviar a desenes de veterans de la Segona Guerra Mundial, estudiants, i fins i tot als adolescents que anaven als monestirs dels EUA, i també va ser present a la llista dels 100 millors llibres de no ficció del segle de la National Review. Merton era un defensor entusiasta de l'entesa interreligiosa. Va ser pioner en el diàleg amb prominents figures espirituals asiàtiques, entre ells el Dalai Lama, l'escriptor japonès D. T. Suzuki, el monjo budista tailandès Buddhadasa i el monjo vietnamita Thich Nhat Hanh, i autor de llibres sobre el budisme zen i el taoisme. En els anys transcorreguts des de la seva mort, Merton ha estat objecte de diverses biografies.